# Мухаммед Аюб-хан
Мухаммед Аюб-хан (1857 — 7 квітня 1914) — афганський військовий та політичний діяч другої половини XIX століття. У березні — травні 1880 року — емір Афганістану, з березня 1880 до жовтня 1881 року — емір Герата, у липні-вересні 1881 — емір Кандагара.
Мухаммед Аюб-хан був сином афганського еміра Шир-Алі від дочки Саадат-хана племені Моманд, володаря Лалпури. Під час другої англо-афганської війни під керівництвом Аюб-хана афганські війська здобули 27 липня 1880 року перемогу у битві при Майванді. Після цієї перемоги Аюб-хан взяв в облогу Кандагар, однак після битви з військами генерала Робертса був змушений відступити.
У 1881 році Аюб-хан знову спробував завоювати для себе Кандагар — цього разу віднявши його у афганського еміра Абдуррахмана, але зазнав невдачі, й утік до Персії. У 1888 році він перебрався до Британської Індії, де й провів останні роки життя на пенсію, яку отримував від уряду Великої Британії. Помер у 1914 році в Лахорі.